# カロンジ磯山パトリック
カロンジ磯山 パトリック（カロンジいそやま パトリック、1999年〈平成11年〉10月10日 - ）は、日本のプロバスケットボール選手。コンゴ民主共和国出身。B3リーグの香川ファイブアローズ所属。ポジションはセンター。

## 来歴
東山高等学校入学に伴い来日。進学した近畿大学在学中にB3リーグ (当時) の岩手ビッグブルズでプレーした。東北リーグのJR東日本秋田ペッカーズで1年プレーした後、神戸ストークスに入団。自身のプロキャリアをスタートさせると共に、球団初の帰化選手として活躍した。
2025年6月10日、香川ファイブアローズに移籍。

## 人物
2022年に日本国籍を取得。